# Carlota Joaquina, Princesa do Brazil
Carlota Joaquina, Princesa do Brazil é um filme histórico e satírico, lançado em 1995 e dirigido por Carla Camurati. É estrelado por Marieta Severo e Marco Nanini.
Foi relançado nos cinemas com patrocínio da Petrobrás em 14 agosto de 2025 remasterizado em resolução 4k.

## Sinopse
O filme começa na Escócia, onde a menina Yolanda escuta de seu tio a história da infanta espanhola Carlota Joaquina de Bourbon, também explicando sobre a monarquia portuguesa, e a elevação do Brasil, de colônia do império ultramarino português, a reino unido com Portugal, circustâncias que levaram-na a ser Princesa do Brasil.
A morte do rei de Portugal D. José I de Bragança, em 1777, e a declaração de insanidade da rainha Dona Maria I, em 1792, levam seu filho, o então príncipe D. João de Bragança e sua esposa, Carlota Joaquina, ao trono real português. Em 1807, para escapar das tropas napoleônicas que invadiam Portugal, o casal e a corte transferem-se às pressas para o Rio de Janeiro, onde a família real e grande parte da nobreza portuguesa vive exilada por 14 anos. Na colônia aumentam os desentendimentos entre Carlota e D. João, que após a morte da mãe, deixa de ser príncipe-regente e torna-se rei de Portugal e, posteriormente, do reino unido de Portugal, Brasil e Algarves.

## Elenco
- Marieta Severo - Carlota Joaquina de Bourbon
- Marco Nanini - Dom João VI de Bragança
- Maria Fernanda - Rainha D. Maria I
- Marcos Palmeira - D. Pedro I
- Beth Goulart - Princesa Maria Teresa de Bragança
- Antônio Abujamra - Conde de Mata-Porcos
- Vera Holtz - Maria Luísa de Parma
- Ney Latorraca - Jean-Baptiste Debret
- Chris Hieatt - Lorde Strangford
- Eliana Fonseca - Custódia
- Norton Nascimento - Fernando Leão
- Romeu Evaristo - Felisbindo
- Lisandra Souto - Daniele
- Bel Kutner - Francisca
- Aldo Leite - Lobato, o 1.° visconde de Vila Nova da Rainha
- Maria Ceiça - Gertrude Petra Carneiro Leão
- Ludmila Dayer - Carlota Joaquina de Bourbon (criança)
- Thales Pan Chacon - médico

## Recepção
No Papo de Cinema, Bruno Carmelo avaliou com nota 8/10 dizendo que  "o deboche crítico, aliado ao evidente cuidado de produção (....) torna a obra uma exceção entre exceções: a diretora conseguiu financiamento para um filme oneroso, sobre um tema a princípio hermético para o público médio, no momento em que o mercado sequer sabia como distribuir um filme nacional." Na Folha de S.Paulo, Marcelo Coelho disse que "o trabalho de Carla Camurati merece elogios. Cria um mundo de estranha opulência visual, em que o luxo e o grotesco parecem conviver como num quadro de Salvador Dalí.
Outros críticos teceram comentários negativos sobre o filme. Ronaldo Vainfas disse que "é uma história cheia de erros de todo tipo, deturpações, imprecisões, invenções", e para Luiz Carlos Villalta, "constitui um amplo ataque ao conhecimento histórico", reforçando estereótipos que a historiografia recente já derrubou e conduzindo o espectador "mais ao deboche do que à reflexão crítica sobre a história do Brasil."